# Movimento democratico cinese
Il movimento democratico cinese 中國民主運動T, 中国民主运动S, Zhōngguó mínzhǔ yùndòngP è una organizzazione che si oppone al Partito Comunista Cinese, nato durante la Primavera di Pechino nel 1978. Molti dei manifestanti che parteciparono alla Protesta di piazza Tiananmen nel 1989 erano suoi aderenti.